# Линколн Парк (Мичиген)
Линколн Парк (Мичиген) (енгл. Lincoln Park) град је у америчкој савезној држави Мичиген. По попису становништва из 2010. у њему је живело 38.144 становника.

## Демографија
Према попису становништва из 2010. у граду је живело 38.144 становника, што је 1.864 (4,7%) становника мање него 2000. године.
| Група             | 2000.          | 2010.          |
| Белци             | 35.701 (89,2%) | 29.102 (76,3%) |
| Афроамериканци    | 824 (2,1%)     | 2.260 (5,9%)   |
| Азијати           | 204 (0,5%)     | 193 (0,5%)     |
| Хиспаноамериканци | 2.556 (6,4%)   | 5.676 (14,9%)  |
| Укупно            | 40.008         | 38.144         |